# Pronto (Rapper)
Pronto (* 13. Oktober 1993 in Solothurn; bürgerlich Senyo Mensah), auch bekannt als Pronto Dinero, ist ein Schweizer Musikkünstler mit ghanaischen Wurzeln. Neben Trap produziert er auch Dancehall, Afro und Reggae.

## Leben
Prontos Vater ist Drummer und seine Mutter Tänzerin. Zusammen waren sie ein Tanzensemble und sind durch Europa getourt. Pronto hat bereits als Kind angefangen, das Schlagzeugspiel und Trommeln zu lernen. Mit 20 Jahren reiste er für ein halbes Jahr nach Ghana und lernte dort das Flair für Musik kennen.
Pronto spricht fließend Schweizerdeutsch, Deutsch und Englisch.

## Karriere
Anfang 2017 feierte Pronto mit seiner Single Clean, die Platinstatus erreichte, seinen Durchbruch.
Am 1. Dezember 2017 veröffentlichte er seine erste EP mit dem Namen Solo di nero, welche sich in die Top 30 der Schweizer Charts platzieren konnte. Das Lied Side Walk, das im Jahr 2018 erschien, wurde mit Platin ausgezeichnet. Am 23. November veröffentlichte Pronto sein Album Europe und erreichte damit Platz 68 der Schweizer Hitparade.
Am 3. Februar 2018 hatte er einen seiner ersten großen Live-Auftritte am Rapcity, einem Indoor-Festival in Zürich. Am 12. Juli 2019 hatte Pronto seinen ersten Live-Auftritt am Openair Frauenfeld.
Ab dem 9. August 2019 war Prontos erste Merchandise-Kollektion „Wear Finesse“ verfügbar.
Am 3. April 2020 veröffentlichte er seine zweite EP Volta, mit den Songs Sorry, Baga und Crazy. Die EP erreichte Platz 31 in den Schweizer Charts. Im selben Jahr veröffentlichte Pronto seine Singles Priceless und Cobra.
Im Jahr 2021 wurde Pronto zum ersten Mal für den Swiss Music Awards als „Best Breaking Act“ nominiert. Im selben Jahr folgten Veröffentlichungen seiner Songs Soba, Dive, Ride und President. Ein Feature mit dem deutschen Rapper Eno für den Song Talentiert wurde auch veröffentlicht. Ein Auftritt beim Frauenfeldli, für den 17. September 2021, wäre geplant, wurde aber aus Sicherheitsgründen betreffend der COVID-19-Pandemie abgesagt.
2023 erhielt Pronto den vom Bundesamt für Kultur initiierten Spezialpreis Musik.

## Diskografie

### Alben
| Jahr | Titel Musiklabel                        | Höchstplatzierung, Gesamtwochen, AuszeichnungChartsChartplatzierungen (Jahr, Titel, Musiklabel, Platzierungen, Wochen, Auszeichnungen, Anmerkungen) | Anmerkungen                             |
| Jahr | Titel Musiklabel                        | CH | Anmerkungen                             |
| ---- | --------------------------------------- | --- | --------------------------------------- |
| 2018 | Europe Universal Music Group            | CH68 (1 Wo.)CH | Erstveröffentlichung: 23. November 2018 |
| 2022 | Luno V Universal Music Group            | CH13 (3 Wo.)CH | Erstveröffentlichung: 25. November 2022 |
| 2025 | Close Circle 419 GmbH, Hemp Higher Prod | CH27 (2 Wo.)CH | Erstveröffentlichung: 28. März 2025     |

### EPs
| Jahr | Titel Musiklabel                   | Höchstplatzierung, Gesamtwochen, AuszeichnungChartsChartplatzierungen (Jahr, Titel, Musiklabel, Platzierungen, Wochen, Auszeichnungen, Anmerkungen) | Anmerkungen                            |
| Jahr | Titel Musiklabel                   | CH | Anmerkungen                            |
| ---- | ---------------------------------- | --- | -------------------------------------- |
| 2017 | Solo di nero Universal Music Group | CH28 (1 Wo.)CH | Erstveröffentlichung: 1. Dezember 2017 |
| 2020 | Volta Universal Music Group        | CH31 (1 Wo.)CH | Erstveröffentlichung: 3. April 2020    |

### Singles als Leadmusiker
| Jahr | Titel Album      | Höchstplatzierung, Gesamtwochen, AuszeichnungChartsChartplatzierungen (Jahr, Titel, Album, Platzierungen, Wochen, Auszeichnungen, Anmerkungen) | Anmerkungen                                                 |
| Jahr | Titel Album      | CH | Anmerkungen                                                 |
| ---- | ---------------- | --- | ----------------------------------------------------------- |
| 2017 | Clean –          | CH— PlatinCH | Erstveröffentlichung: 29. September 2017 Verkäufe: + 20.000 |
| 2018 | Side Walk –      | CH— PlatinCH | Erstveröffentlichung: 21. Dezember 2018 Verkäufe: + 20.000  |
| 2019 | Sorry Volta      | CH72 (1 Wo.)CH | Erstveröffentlichung: 11. Oktober 2019                      |
| 2019 | Baga Volta       | CH96 (1 Wo.)CH | Erstveröffentlichung: 1. November 2019                      |
| 2020 | Priceless Luno V | CH30 (5 Wo.)CH | Erstveröffentlichung: 12. Juni 2020                         |
| 2021 | Ride Luno V      | CH71 (1 Wo.)CH | Erstveröffentlichung: 12. März 2021                         |
| 2021 | President –      | CH55 (2 Wo.)CH | Erstveröffentlichung: 9. Juli 2021                          |
| 2021 | Gone Luno V      | CH78 (1 Wo.)CH | Erstveröffentlichung: 5. November 2021                      |
| 2022 | Blud Luno V      | CH77 (1 Wo.)CH | Erstveröffentlichung: 24. Juni 2022                         |

Weitere Singles
- 2018: Western Union
- 2018: Bon Bon
- 2018: Finna
- 2019: Push Talk
- 2019: 3x Nix (feat. DaHated)
- 2019: Crazy
- 2019: Hong Kong
- 2020: Cobra
- 2021: Soba
- 2021: Dive
- 2022: Spla
- 2022: Sky (feat. Robbz, Brookz)
- 2022: Money Weather (feat. Quenga, Skyscraper Stereo)
- 2022: The Dream (feat. Lo & Leduc)
- 2022: VVS (feat. Willy Will)
- 2022: Okay (feat. Kelvyn Boy, Riga)
- 2022: Finessexpress
- 2023: Herz (feat. Hank, Rowli)
- 2023: Danger (feat. Nonso Amadi, 255)
- 2023: Kill Me
- 2023: 5xBCN
- 2023: Whine & Kotch (feat. Ataypapi)
- 2023: Bird
- 2024: Problem
- 2024: Trust Nobody (feat. Endzone, WILSN)
- 2024: Nysh
- 2024: Elon
- 2024: Formula
- 2025: seveneleven

### Singles als Gastmusiker
| Jahr | Titel Album | Höchstplatzierung, Gesamtwochen, AuszeichnungChartsChartplatzierungen (Jahr, Titel, Album, Platzierungen, Wochen, Auszeichnungen, Anmerkungen) | Anmerkungen                                                                           |
| Jahr | Titel Album | CH | Anmerkungen                                                                           |
| ---- | ----------- | --- | ------------------------------------------------------------------------------------- |
| 2017 | Ufe Lince   | CH— GoldCH | Erstveröffentlichung: 10. November 2017 Verkäufe: + 15.000; Stereo Luchs feat. Pronto |
| 2022 | Lolove –    | CH57 (3 Wo.)CH | Erstveröffentlichung: 13. März 2022 Ataypapi feat. Pronto                             |

Weitere Gastbeiträge
- 2017: Don’t Be Shy (Cliqme feat. Pronto)
- 2017: Pronto Interlude (Stereo Luchs feat. Pronto)
- 2017: Andalé (LIONAIRE feat. Pronto)
- 2017: Nöd fair (Big Boys feat. Pronto, Akkurat, Piment)
- 2017: Yume (ALI feat. Pronto)
- 2017: Universum (EffE feat. Pronto)
- 2017: Benzin (EffE feat. Pronto)
- 2018: Iphone Xs (Isi Noice feat. Pronto)
- 2018: Stories (Greeny feat. Pronto)
- 2018: Lamborghini (Swiss RMX) (Guè Pequeno feat. Pronto)
- 2018: Rreka (GRMV feat. Pronto)
- 2018: Vor dire Zyt (Ben Whale feat. Pronto)
- 2018: Basa Basa (Edhe Ni Shishe) (Cliqme feat. Pronto)
- 2018: Badda (EffE feat. Pronto)
- 2018: Familie (EffE feat. Pronto)
- 2018: Wo wotsch (EffE feat. Pronto)
- 2019: Millions (Stereo Luchs feat. Pronto)
- 2019: phonecall (Morten feat. Pronto)
- 2019: F Zero X – Freestyle (Morten feat. Pronto)
- 2019: Demons (GRMV feat. Pronto)
- 2019: Green Hill Zone (Marvin Game feat. Morten, Pronto)
- 2019: Lern zu Chilln (Marvin Game feat. Pronto, Chris Henry III)
- 2019: Bankaccount (Marvin Game feat. Pronto, Morten)
- 2019: Purple Crazy (Nativ, Questbeatz feat. Pronto)
- 2019: Calabash (Big Boys feat. Pronto, Ka’Reema Lewis)
- 2019: Calabash (DJ KATCH REMIX) (Big Boys, Dj Katch feat. Pronto, Ka’Reema Lewis)
- 2019: Du weisst (Remix) (Trettmann, Stereo Luchs, Pronto feat. KitchKrieg)
- 2019: Too Bad Bad (Pronto Remix) (Shakka feat. Pronto, Mr Eazi)
- 2019: Treppenhaus (Musa feat. Mortel, Pronto) (erschienen auf Urban Tree Music)
- 2020: Glitzer (Greeny feat. Pronto)
- 2020: Passenger (Marvin Game feat. Pronto)
- 2020: Cosa nostra (Capital T feat. Pronto)
- 2021: Talentiert (Eno feat. Pronto)
- 2021: Love Nwantiti – German Remix (CKay feat. Pronto, Eunique)
- 2022: Down (GRMV feat. Pronto)
- 2022: Lagrimas (Buds feat. Pronto)
- 2022: Ich und Du (Capo feat. Jazn, Pronto)
- 2024: Pull Up (L Loko, Drini feat. Pronto)
- 2024: Nevreme (Brzo Trči Ljanmi feat. Pronto)
- 2025: Skylines (Soukey feat. Pronto)

## Auszeichnungen für Musikverkäufe
Anmerkung: Auszeichnungen in Ländern aus den Charttabellen bzw. Chartboxen sind in ebendiesen zu finden.
| Land/RegionAuszeichnungen für Musikverkäufe (Land/Region, Auszeichnungen, Verkäufe, Quellen) | Gold  | Platin     | Verkäufe | Quellen      |
| -------------------------------------------------------------------------------------------- | ----- | ---------- | -------- | ------------ |
| Schweiz (IFPI)                                                                               | Gold1 | 2× Platin2 | 55.000   | hitparade.ch |
| Insgesamt                                                                                    | Gold1 | 2× Platin2 |          |              |

## Auszeichnungen und Nominierungen

### Auszeichnungen
Bundesamt für Kultur
- 2023: in der Kategorie „Spezialpreis Musik“

### Nominierungen
LYRICS Awards
- 2017: in der Kategorie „Best Song“ (Clean)[18]
- 2017: in der Kategorie „Best Breaking Act“[19]
- 2018: in der Kategorie „Best Song“ (Yume feat. ALI)[20]
- 2018: in der Kategorie „Best Song“ (Lessly Finessly)[21]
- 2019: in der Kategorie „Best Producer“[22]
- 2019: in der Kategorie „Best Song“ (Side Walk)[23]
- 2019: in der Kategorie „Best Album“ (Europe)[24]
- 2020: in der Kategorie „Best Song“ (Push Talk)[25]
- 2020: in der Kategorie „Best Song“ (Millions feat. Stereo Luchs)[26]

MTV Europe Music Awards
- 2018: in der Kategorie „Best Swiss Act“[27]
- 2020: in der Kategorie „Best Swiss Act“[28]

Swiss Music Awards
- 2021: in der Kategorie „Best Breaking Act“[29]